# Tényő
Tényő (németül: Tennendorf) község Győr-Moson-Sopron vármegyében, a Győri járásban található.

## Fekvése
A Kisalföld délkeleti peremén húzódik a Sokorói-dombság néven ismert löszös, homokos talajú dombvidék, a Bakony legészakibb nyúlványa. A Ravazd-Csanaki és a Sokorói dombsorok közötti völgyben található Tényő, a tájegység egyik legszebb természeti környezetű községe. Tényő településszerkezete nem mutat semmiféle rendezettséget. Régebben a falu lakói elsősorban a dombsorok között húzódó kis völgyekbe építették házaikat. Ma jobbára a teknő alakú völgybe igyekeznek építkezni az emberek. A falu egyik része így teljesen új település, a község ősi magja viszont a népi építkezés megkapóan szép emlékeit őrizte meg. A községet Győrtől déli irányban 18 kilométerre találjuk meg a tényői völgyben, csodálatos természeti környezetben.

### Megközelítése
A Pápa és Győr térségét összekötő 83-as főútról Győr-Ménfőcsanak déli részén leágazva, a 8309-es úton közelíthető meg a legegyszerűbben; ugyanez az út vezet a községbe a 832-es főút felől is, utóbbiról Gicnél kell letérni észak felé. Elérhető még a település Győrszemere felől is, a 8308-as úthoz csatlakozó 83 127-es számú mellékúton.
Vasútvonal nem érinti, a legközelebbi vasúti csatlakozási lehetőség a Győr–Celldömölk-vasútvonal Győrszemere vasútállomása, a központtól (közúton mérve) mintegy 7,5-8 kilométerre.

## Története
Tényő már az Árpád-korban a Pannonhalmi Apátság birtokába tartozott, nevét legelőször egy királyi helyiség-összeírás alkalmával említik Soccoru, majd Sucro néven kb. az 1200-as években. III. Ince pápa 1216-os levelében ismét találkozhatunk vele Tenen néven. Albeus királyi jegyző összeírásában, amely 1240 körül keletkezett, a falu nevét Thuno alakban említi. Az okirat felsorolja a környező községeket és az itt élők foglalkoztatását. Ebből az írásból tudjuk, hogy a 13. században 25 ház volt itt kb. 150 lakossal. A faluban élők fuvarosok, kádárok, szőlősgazdák voltak.
Tényő a török dúlás következtében többször elpusztult, már az 1535. évi kapu-összeírásban sem szerepelt lakott helyként. 1714-ben a pannonhalmi apátság újra benépesítette az elpusztult települést, s az ideköltözőket adómentességgel, szabadsággal tette érdekeltté a letelepedésben. A kedvező körülmények között gyors virágzásnak indult a falu. Hamarosan szőlővel telepítik be a keleti hegyeket.
1753-ban épült meg a település katolikus Sarlós Boldogasszony-temploma. A nehezebb körülmények ellenére a község a következő évtizedekben fejlődött, gyarapodott. Valószínűleg a 18. század végén épülhetett a község iskolája. Az 1848-as jobbágyfelszabadítást évekig tartó pereskedés követte, mert a tényőiek az apátsággal nem tudtak a földek és jogok meghatározásában dűlőre jutni.
A lakosság életében nagy fontosságú volt a szőlőtermesztés, amely igen magas színvonalat ért el. A Várhegyen termelt burgundi az a szőlőfajta, melyből a híres-neves tényői vörös készült. 1862-ben még szőlőkiállítás is volt a faluban, sőt az 1936-os párizsi világkiállításon aranyérmet nyert.
A fellendülés következtében Tényőhegy kivált a községből, hegyközségi jelleggel. A század végén a filoxéra azonban elpusztította a tőkéket. Az 1890-es években az egyre nehezedő életkörülmények miatt több mint száz férfi vándorolt ki Amerikába szerencsét próbálni. A Nagyatády-féle földreform során 42 házhelyet és 162 katasztrális hold földet osztottak ki a parasztoknak.

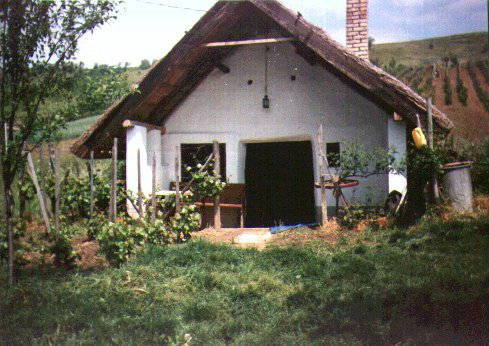
Pincesor a falu határában

1934-ben a kettészakadt község ismét egyesült, s ettől kezdve a falu neve hivatalosan is Tényő lett. A második világháborúban a községet a németek megszállták és itt raktárt és javítóműhelyt rendeztek be. Fegyveres összecsapásokra nem került sor, de annál több pusztítást okozott az átvonuló, illetve az itt állomásozó katonaság.
1945 után a megtermelt javaknak kb. a 2/3-át be kellett szolgáltatni. 1945. május 14-én a Földigénylő Bizottság megkezdte a földosztás megszervezését. A Pannonhalmi Főapátság hollómajori birtokának mintegy 640 kh. területe került felparcellázásra 325 földigénylő között. 1949 novemberében megindult a „kis tsz” létrehozása. 21 földhöz juttatott lépett be ebbe a csoportba. A gazdálkodási nehézségek és az 1956-os forradalom erős nyomására a tsz csoport feloszlott. 1959-ben alakult meg a „Szabad Föld” termelőszövetkezet. Az mezőgazdasági tsz 1975-ben egyesült a sokorópátkai termelőszövettel. A létrejött közös termelőszövetkezet neve Sokoróaljai mgtsz lett. A termelőszövetkezet az 1970-es évek végétől a mezőgazdasági termelés mellett növelte a melléküzemágakat (csiszolóüzem, ládagyár, lakatosüzem). A hibás gazdálkodás következtében a tsz fokozatosan elszegényedett, korszerűtlenné vált, fizetésképtelenség fenyegette.
1977-től 1990-ig Sokorópátka és Tényő közös tanácsot alkotott, melynek a székhelye a községben volt, annak minden előnye nélkül. 1990-ben a két falu gazdasági szétválása mellett döntöttek, melyet szeptember 30-án a közigazgatási követett.

## Közélete

### Polgármesterei
- 1990–1994: Dr. Kincses Miklós (független)[3]
- 1994–1998: Dr. Kincses Miklós (független)[4]
- 1998–2002: Winkler Sándor (független)[5]
- 2002–2006: Némethné Kiss Gizella (független)[6]
- 2006–2010: Varga Gábor Kálmán (független)[7]
- 2010–2014: Varga Gábor Kálmán (független)[8]
- 2014–2019: Varga Gábor Kálmán (független)[9]
- 2019–2024: Varga Gábor Kálmán (független)[10]
- 2024– : Székely Rita (független)[1]

## Népesség
A település népességének változása:
| Lakosok száma | 1494 | 1540 | 1578 | 1755 | 1756 | 1739 | 1741 |
|               | 2013 | 2014 | 2015 | 2021 | 2022 | 2023 | 2024 |

A 2011-es népszámlálás során a lakosok 94,1%-a magyarnak, 0,2% cigánynak, 0,7% németnek mondta magát (5,9% nem nyilatkozott; a kettős identitások miatt a végösszeg nagyobb lehet 100%-nál). A vallási megoszlás a következő volt: római katolikus 66,9%, református 2,3%, evangélikus 4,7%, görögkatolikus 0,4%, felekezeten kívüli 5,3% (19,2% nem nyilatkozott).
2022-ben a lakosság 91,5%-a vallotta magát magyarnak, 1,4% németnek, 0,3% románnak, 0,1-0,1% szlovénnek, szerbnek, lengyelnek, örménynek, cigánynak, ukránnak és horvátnak, 2,2% egyéb, nem hazai nemzetiségűnek (8,3% nem nyilatkozott; a kettős identitások miatt a végösszeg nagyobb lehet 100%-nál). Vallásuk szerint 42,3% volt római katolikus, 5,5% evangélikus, 4,2% református, 0,7% görög katolikus, 0,1% ortodox, 0,4% egyéb keresztény, 0,7% egyéb katolikus, 7,5% felekezeten kívüli (38,6% nem válaszolt).

## Nevezetességek

### Tájház
A dombvonulatok között futó völgyekben a Rábáig lefutó lankákon falvak és hegyközségek, betelepült szőlőhegyek találhatók. Annak az építészeti stílusnak, amelyet újabban a néprajz önálló kisalföldi házvidékként különít el, legszebb példáit épp Sokoró vidékén lelhetjük meg. A típust nem az építőanyagai, hanem beosztása, tüzelő és füstelvezető berendezései, valamint a fő szerkezeti elemei alapján határozták meg. E központi bejáratú, háromosztatú, szabad-kéményes, zárttüzelős szobájú ágasfás, majd ollólábas-szelemenes tetőszerkezetű ház, s a hozzátartozó porta a 17. századtól adott otthont a születésnek és a halálnak. Nagyon célszerű szokás szerint épültek ezek a csüngőereszes, nádtetős, a ház egész hosszában húzódó pitvaros parasztporták. Amelyik még áll, az belül teljesen átépült, ha pedig eredeti formáját, sőt berendezését is őrzi, például csikótűzhelyét, búbos kemencéjét, tiszta szobáját faragott bútoraival, gerendás mennyezetével, az többnyire tájház, vagy esetleg hétvégi vagy nyaralóház. A falusi hangulatot más is bizonyítja : a virágos előkertek, a füves udvarok, a muskátlis ablakok, esetleg köcsögfák. A község a Megyei Tanács segítségével 1975-ben tájházat hozott létre.
A Tájház megtalálható a Kétsor u. 18. szám alatt. Látogatható: április 1-jétől október 31-ig naponta, hétfő kivételével 10-től 16 óráig. Csoportok előzetesen időpont-egyeztetéssel bármikor fogadhatók. A sárkéményes, soros elrendezésű épület datált mestergerendája szerint 1789-ben épült. Berendezéseivel a 19. század második felének zselléri életét idézi. Búbos kemencéjét hagyományosan építették újjá, kamrájában pedig nagyméretű szövőszék látható. A telken megtalálható a zsellérporta majdnem minden gazdasági építménye is. A színben gazdasági eszközök is találhatók. (A kiállítás tárgyai a győri Xántus János Múzeum tényői anyagából lettek kiállítva.)
Nádfedeles népi lakóházak láthatók még több környékbeli utcában. Például: Domb utca 14; Hentes utca 8; Kétsor u. 1 szám;

### Templomok

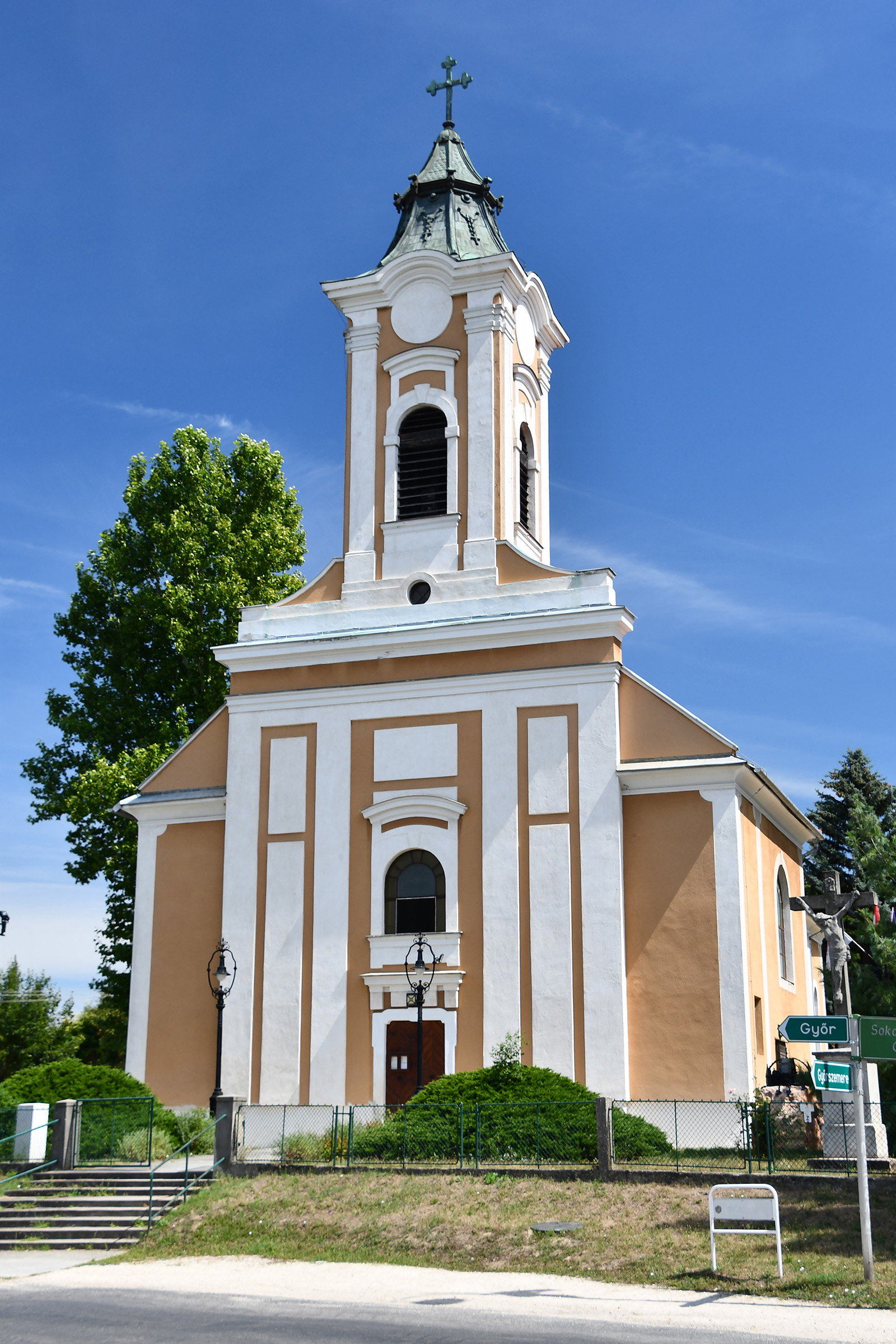
Római katolikus templom

A római katolikus plébániatemplom címe: Győri u. 45. A barokk kori (1753) templomot romantikus stílusban átépítették. Homlokzata törtsisakos toronnyal készült. Síkmennyezetes hajóját a keskenyebb szentélytől diadalív választja el. Fő és mellékoltárai neogót stílusúak. Az oltárkép A. Fölsch műve 1886-ból. Keresztelőkútja díszesen faragott. A templom előtt Nepomuki Szent János 1780-ből származó barokk homokkő szobor, jobbról kőkereszt látható.
A helyiek által „Perének” nevezett falurészen található az evangélikus templom. A temető a templomtól 5 perc sétányira van. A felső részen emelkedő kis dombon széles kőtalapzaton első világháborús emlékkereszt áll. A dombtetőről festői kilátás nyílik a községre és a környező dombokra.
A táj egyik fő természeti jellegzetessége még ma is az erdő. Az utóbbi száz évben egy részét kiirtották, de nagy összefüggő területen így is megmaradt a növénypopuláció. A községet minden irányban erdő veszi körül a környező dombokon. Az erdei utak a sok helyen lösszel borított és ma már fátlanná vált területeken a lezúduló esőzések miatti meredek falú, néha 10-15 méter mély vízmosásokban, bevágásokban, ún. „horgokban” futnak. Az erdők a Pannonhalmi Tájvédelmi Körzethez tartoznak.
A táj a záporoktól eltekintve vízben szegény, a kisebb erek sem nagy vízhozamúak és éghajlatilag a Kisalföldhöz áll közelebb, míg barna erdőtalajai és maradvány erdőfoltjai inkább a Bakonnyal rokonítják. A gazdag és részletesen fel nem sorolható flórát szerencsésen egészíti ki a védelemre szoruló fauna. Kiemelkedő jelentőségű a gyurgyalag (Merops apiaster), amely a rovarvilágban gazdag mélyutak, horgok, löszfalak, és szurdokok nevezetes madara. A ragadozó madarak közül legritkább a darázsölyv (Permis aivorus) és a kabasólyom (Falco subbuteo). A védett emlősök közül a leggyakoribb a vadmacska (Felis sylveris) és a nyuszt (Martes martes).
A falu környéki domboldalakat az elmúlt századokban is a szőlőterületek foglalták el. A domborzati viszonyok miatt a megművelhető sík földterület viszonylag kevés. Ezért a községet ölelő domboldalakon sok hangulatos pince is található. Az ötvenes évektől kezdve a vidékre jellemzőbb lett a bogyósok, különösen a málna termelése.
Tényő község északi részén van az egyik vége annak az erdőgazdasági aszfaltútnak, amely a Sokoró főgerincén végighaladva 270–280 m magasságban kanyarog az erdőben, majd 13 km-rel délebbre Ravazd területén végződik. A személygépkocsik forgalmát az erdőgazdaság nem engedélyezi, de a kerékpáros turisták számára ez a „panoráma-út” remek egynapos sokorói körutazást tesz lehetővé. Nem messze az aszfaltút tényői végétől található az Árpád-kút nevű forrás (a forrás kőbe foglalása után eltömődött), amelyről a helyi legenda azt tartja, hogy Árpád vezér és kísérete 903-ban erre járván ivott a forrás vizéből.
Jelene:
1977. április 1-jén Tényő és Sokorópátka községi közös tanácsot alakított. E szervezeti egység 1990-ig működött A Tényői Községi Közös Tanács székhelye Tényő volt. Ez idő alatt javultak a közlekedési viszonyok. Régi vágya valósult meg a falu lakosságának a Petőfi utca (Cina horog) burkolásával, melyet követett a Radnóti, Rákóczi, Szabadság út és a Külső sor. A hírközlési kapcsolat javult, telefonközpont létesült. Valamennyi középületben korszerűsítették a fűtést, a vízmű beruházás is ebben az időszakban valósult meg. Rendőr körzeti megbízott iroda épült, az iskolát két tanteremmel bővítették. Menzát és általános iskolai napközis ellátást biztosítottak a tanulóknak, és tájházat rendeztek be. Megalapították az ország első falusi újságját, a Sokoróaljai Kisbírót. Megszervezték az idősek napközi otthoni ellátását és szociális étkeztetését. Az építeni szándékozóknak lakótelket biztosítottak kedvező áron.
2011-2012. évben felépült az új kultúrház, az IKSZT kiválóan működik. Felújításra került a polgármesteri hivatal, az idősek klubja, az általános iskola és a polgárőrség épülete. Sokat szépült a faluközpont, új virágos park alakult ki. Játszótérrel gazdagodott a falu. Megvalósult a sportpálya több funkciós használata. 2012-2013-ban a szennyvíz beruházás elkészült.
2014. évben megalakult a Helyi Értéktár Bizottság. Megyei érték lett a tájház. Az idősebb generáció körében ma is él a vörös barátok mondája.
Népi kultúra:
Népszokások:
- A húsvéthétfői locsolás,
- a májusfaállítás,

Népmonda: 
- Honfoglaláskori mondák: Árpád kút, Cipó domb, Táborvölgy, Nyugodó,
- Hódoltság kori mondák: Faluföld, Csonka-temető, Homokbánya,
- vörös barátok mondája
- Franciavágás, Hentes utca, Cseregödör, Petőfi monda stb.

Népi ételek:: csiripiszli, keletlen

## Híres emberek
- Itt született 1865-ben Bándy Endre lévai evangélikus lelkész és esperes, politikus.
- Itt született Fent János festőművész.
- Itt született Gergely Jenő történész.
- Itt született Győrvári János színész a Gárdonyi Géza Színház örökös tagja.
- Itt született Kovács F. László okleveles vegyészmérnök, mérnök–közgazdász, aki 1971-től a Borsodi Vegyi Kombinát, 1991-től a jogutód BorsodChem Részvénytársaság alkalmazottja. 1991. szeptember 1-jétől 2006. április 12-ig a BorsodChem Rt. sikeres vezérigazgatója volt. Kazincbarcika Város Díszpolgára.